# Tregellasia capito
La petroica amarillenta (Tregellasia capito) es una especie de pequeña ave paseriforme de la familia Petroicidae. 
Es endémica de Australia.

## Subespecies
- Tregellasia capito capito
- Tregellasia capito nana